# Стемпиньский, Патрик
Патрик Стемпиньский (пол. Patryk Stępiński; 16 января, 1995, Лодзь, Польша) — польский футболист, защитник и капитан клуба «Видзев».

## Клубная карьера
Футболом начал заниматься в спортивной школе УКС в родном Лодзе. 1 июля 2011 года за 20 тысяч злотых перешёл в «Видзев». Дебютировал 16 марта 2013 года в домашнем матче с любинским «Заглембе», заменив на 79-й минуте Михала Плотку. Впервые в стартовом составе вышел в домашнем матче с «Короной». В то время выступал преимущественно на позиции правого защитника. По итогам сезона 2013/14 с клубом вылетел из Экстраклассы. В Первой лиге дебютировал 2 августа 2014 года в гостевом матче с «Катовице», выйдя в стартовом составе.
29 августа за 87 тысяч злотых перешёл в «Вислу» из Плоцка. Дебютировал 7 сентября в гостевом матче с «Долканом» из Замбок, заменив на 61-й минуте Лукаша Кацпшицкого. Впервые в стартовом составе вышел 24 сентября в домашнем матче 1/16-финала Кубка Польши с «Тыхами», проведя на поле все 120 минут. В сезоне 2015/16 с клубом занял второе место в чемпионате и вернулся в первый дивизион основным левым защитником «нефтяников». 10 августа 2018 года в гостевом матче с «Вислой» из Кракова получил две жёлтые карточки и первое в профессиональной карьере удаление. 27 октября сыграл свой 100-й матч за «Вислу». 4 декабря в гостевом матче 1/8-финала Кубка Польши с «Пущей» из Неполомице забил свой первый в карьере гол. В сезоне 2019/20 сел в глубокий запас, сыграв всего один матч из 23 возможных.
28 февраля 2020 года на правах свободного агента перешёл в познанскую «Варту». Дебютировал 9 марта в гостевом матче с «Подбескидзе», заменив в перерыве Якуба Аполинарского. Впервые в стартовом составе вышел 6 июня в домашнем матче с грудзёндзской «Олимпией».
1 сентября на правах свободного агента перешёл в родной «Видзев», с которым подписал двухлетний контракт. 18 августа 2021 года в гостевом матче с «Аркой» впервые вышел с капитанской повязкой. 21 августа в домашнем матче со «Стомилем» забил свой первый гол за клуб. В том же матче отдал голевую передачу на Фабиу Нуньеша, таким образом поучаствовав во всех двух голах команды. Во второй половине сезона стал капитаном команды, переместившись с края в центр обороны. По итогам сезона забил три гола и отдал четыре голевых передачи, чем помог команде выйти в Экстраклассу.

## Карьера в сборной
Выступал за национальные сборные разных возрастов. В составе сборной до 17 лет участвовал в чемпионате Европы, где был основным правым защитником. С командой дошёл до полуфинала и стал бронзовым призёром.